# 離別的鋼琴奏鳴曲
《離別的鋼琴奏鳴曲》是由杉井光著、植田亮繪製插畫的一部輕小說。中文繁體版由台灣角川、簡體版則是天聞角川發行。

## 登場人物
檜川直巳
本作品的男主角。由於名字唸起來像是女生，所以大家都以「小直」稱呼他。稱呼蛯澤真冬叫「真冬」。
被神樂阪響子拐騙加半強迫的入社，在社團中擔任貝斯手，雖然對音樂有著非凡的敏感度，但演奏技巧是樂團中最差的一個。7年後（24歲）做了古典樂評論家，與真冬結婚。
蛯澤真冬
本作品的女主角。極度討厭別人直呼她的姓氏。直稱檜川直巳叫「直巳」。
為大指揮家蛯澤千里的女兒，自己亦在東歐的鋼琴比賽中獲得最年少勝出者的天才鋼琴家，且錄製了多張古典音樂專輯，但因不明原因從樂壇消聲匿跡，下落不明。除了鋼琴外，其在吉他的天賦上也十分驚人，在樂團中擔任吉他手。母親為匈牙利人，混血美少女，是個路痴。在第二集後記中可知格倫·古爾德為她的原型。
雖然在正式場合看不到，但其實她非常任性、嘴巴也很毒舌，而且非常膽小。其實對主角有好感，但非常彆扭。
被班上的同學稱為「公主」，並被班上同學認定只有直巳才能與她正常對話。
相原千晶
直巳的青梅竹馬，喜歡直巳，在樂團中擔任鼓手。過去曾是柔道黑帶高手，但受傷過後便不再練柔道，後來在高中入學以前某天因為一些巧合而認識神樂阪響子，她便要求千晶加入她將來所創的「民俗音樂社」。
神樂阪響子
大直巳一屆的學姐，民俗音樂研究社（簡稱民音社）的召集人，行動力非凡，似乎看上了主角未開發的才能，而半強迫的將主角拐騙進了樂團。在樂團中擔任主唱。
查過檜川哲朗以往所寫的音樂評論，發現有些評論中的英文、辭彙是對於中學生來說很淺顯易懂，又聞檜川哲朗有個兒子，因此得到「部分的稿子是檜川直巳所寫的」這樣的結論。喜歡直已。稱呼檜川直巳叫「年輕人」
朱利安·弗羅貝爾（尤利）
世界有名的天才小提琴少年演奏家。有個非常有名的暱稱「尤利」。曾與蛯澤千里一同在美國巡迴演出，因此與真冬關係很好。日文十分流利。有著有如少女般的美貌外表，常常藉口自己是名人而喬裝打扮成少女。
檜川哲朗
檜川直巳的父親，古典樂評論家，蛯澤千里的大學同學。在直巳六歲時，由於妻子受不了哲朗的隨便而離婚，平時起居完全由直巳照顧，是個生活白痴。而在母親離家後，直巳就漸漸不把他當父親看，進而直接稱呼他為「哲朗」。
言行非常像小孩子，讓直巳非常受不了。做菜非常難吃。有時候發懶，會把寫音樂評論稿的工作交給直巳，但稿費會全數交給直巳。經常以一些很滑稽的方式寫音樂評論，因此大受好評。
蛯澤千里
蛯澤真冬的父親，極度寵愛女兒，但女兒似乎並不領情。被檜川哲朗取了「乾燒蝦仁」（與日文「蛯澤千」諧音，日文的「蛯」等於中文的「蝦」）的綽號。
由於哲朗對他所寫的盡是負面的音樂評論，所以他很討厭哲朗所寫的音樂評論，而且也說他所寫的評論文不對題。而他卻比較喜歡直巳所寫的音樂評論。
向島麻紀
民音社的指導老師，大學時期是蛯澤千里的學生，受了蛯澤千里的託付而特意關照蛯澤真冬，也是現在直巳等人就讀高中的音樂老師。因為實在太適合穿著窄裙套裝，學生稱她為「情色女教師」。

## 作品中提到的樂曲
- 第一集
  - 小星星變奏曲（沃夫岡·阿瑪迪斯·莫札特）
  - 升C小調第二號匈牙利狂想曲（法蘭茲·李斯特）
  - C小調第十二號練習曲〈革命〉（弗雷德里克·弗朗索瓦·蕭邦）
  - 降B小調第二號鋼琴奏鳴曲〈送葬進行曲〉（弗雷德里克·弗朗索瓦·蕭邦）
  - 降A大調第十二號鋼琴奏鳴曲〈葬禮〉（路德維希·范·貝多芬）
  - Roll over Beethoven（查克貝瑞）
  - Kashmir（齊柏林飛船合唱團）
  - 死公主的孔雀舞曲（莫里斯·拉威爾）
  - Revolution（約翰藍儂＆保羅麥卡尼）
  - Stand by Me（班伊金（Ben E. King））
  - 帕格尼尼大練習曲第一首（法蘭茲·李斯特）
  - 英雄變奏曲（路德維希·范·貝多芬）
  - 鳥誌（奧利維亞·梅湘）
  - Layla（艾瑞克·克萊普頓）
  - 「和聲與創意的實驗」小提琴協奏曲第一號（安東尼奧·韋瓦第）
  - Hey Jude（約翰藍儂＆保羅麥卡尼）
  - 平均律曲集第一冊第一首C大調（約翰·塞巴斯蒂安·巴哈）
  - Blackbird（約翰藍儂＆保羅麥卡尼）
  - 降E大調第二十六號鋼琴奏鳴曲〈告別〉（路德維希·范·貝多芬）
  - D大調鋼琴協奏曲（莫里斯·拉威爾）
- 第二集
  - 今夜星光燦爛（賈科莫·普契尼）
  - Kashmir（齊柏林飛船合唱團）
  - E小調第九號交響曲〈新世界〉（安東尼·德弗札克）
  - The Endless Enigma（艾默生、雷克與帕默合唱團）
  - Hotel California（老鷹合唱團）
  - D大調第五號布蘭登堡協奏曲（約翰·塞巴斯蒂安·巴哈）
  - 到海邊去（奧田民生）
  - 降B大調第二號鋼琴協奏曲（約翰尼斯·布拉姆斯）
  - He-Man Woman Hater（Nuno Bettencourt／Gary Cherone）
  - 費加洛婚禮（沃夫岡·阿瑪迪斯·莫札特）
  - Paradise City（槍與玫瑰合唱團）
  - Green Tinted Sixties Mind（保羅吉伯特）
  - Home Sweet Home（SIXX／Vincent Neil／Tommy Lee）
  - 伊斯拉美（巴拉雷列夫）
  - 仲夏夜之夢序曲（費利克斯·孟德爾頌）
  - Blackbird（約翰藍儂＆保羅麥卡尼）
  - The Last Resort（老鷹合唱團）
  - E大調第三十號鋼琴奏鳴曲（路德維希·范·貝多芬）
  - Desperado（老鷹合唱團）
  - 平均律練習曲第二冊前奏曲與賦格第一首C大調（約翰·塞巴斯蒂安·巴哈）
- 第三集
  - 聖體頌（沃夫岡·阿瑪迪斯·莫札特）
  - 聽得見（新見德英）
  - Somebody to Love（佛萊迪墨裘瑞）
  - Hail Holy Queen
  - 曼弗雷德交響曲（彼得·伊里奇·柴可夫斯基）
  - 小提琴協奏曲（阿爾班·貝爾格）
  - 拉德茨基進行曲（老約翰·史特勞斯）
  - 降E大調五號鋼琴協奏曲〈皇帝〉（路德維希·范·貝多芬）
  - D大調小提琴協奏曲（路德維希·范·貝多芬）
  - 星條旗（約翰·斯塔福德·史密斯）
  - 展覽會之畫（莫傑斯特·彼得羅維奇·穆索斯基）
  - 帕格尼尼主題狂想曲（謝爾蓋·拉赫曼尼諾夫）
  - 〈天堂與地獄〉序曲：地獄快步舞（雅克·奧芬巴哈）
  - Born to Run（布魯斯·斯普林斯廷）
  - 展覽會之畫（莫傑斯特·彼得羅維奇·穆索斯基／ＥＬ＆Ｐ）
  - London Calling（衝擊合唱團）
  - A大調第九號小提琴奏鳴曲（路德維希·范·貝多芬）
  - 第一號弦樂四重奏〈克羅采奏鳴曲〉（萊奧什·楊納傑克）
  - Blackbird（約翰藍儂＆保羅麥卡尼）
  - 哥德堡變奏曲（約翰·塞巴斯蒂安·巴哈）
- 第四集
  - 聖誕神劇（約翰·塞巴斯蒂安·巴哈）
  - Sgt. Peppers Lonely Hearts Club Band（披頭四）
  - 聖誕清唱劇（阿瑟·奧乃格）
  - 聖母頌（夏爾·古諾）
  - 普世歡騰（羅維·梅森）
  - 魯邦三世的主題曲（大野雄二）
  - 平均律鋼琴曲集第二冊G大調前奏曲與賦格（約翰·塞巴斯蒂安·巴哈）
  - Santa Claus is coming to town
  - D小調第九號交響曲〈合唱〉（路德維希·范·貝多芬）
  - 運動與嬉戲曲第16首〈探戈〉（艾瑞克·薩提）
  - Happy Xmas（War Is Over）（約翰藍儂）
  - 馬賽曲（克洛德·約瑟夫·魯日·德·李爾）
  - 降E大調第二十六號鋼琴奏鳴曲〈告別〉（路德維希·范·貝多芬）
  - C小調第二號組曲　序曲（約翰·塞巴斯蒂安·巴哈）
  - 賦格的藝術（約翰·塞巴斯蒂安·巴哈）
  - 音樂的奉獻（約翰·塞巴斯蒂安·巴哈）
  - Sgt. Peppers Lonely Hearts Club Band（約翰藍儂＆保羅麥卡尼）
  - A Day in the Life（約翰藍儂＆保羅麥卡尼）
  - F大調第五號小提琴奏鳴曲〈春〉（路德維希·范·貝多芬）
  - When I'm Sixty-four（約翰藍儂＆保羅麥卡尼）
  - 降B大調第二號鋼琴奏鳴曲（路德維希·范·貝多芬）
  - C大調弦樂小夜曲（彼得·伊里奇·柴可夫斯基）
  - Pieces（Tetsu）
- encore pieces
  - 降A大調第三十一號鋼琴奏鳴曲（路德維希·范·貝多芬）
  - 愛的禮讚（愛德華·艾爾加爵士）
  - 降B大調第二十九號鋼琴奏鳴曲〈漢默克拉維亞〉（路德維希·范·貝多芬）
  - Nothing But Love（大人物合唱團）
  - C'mon Everybody（艾迪寇奇原）
  - Love And Affection（威豹合唱團）
  - 義大利協奏曲（約翰·塞巴斯蒂安·巴哈）
  - C小調第七號小提琴奏鳴曲（路德維希·范·貝多芬）
  - Wednesday Morning, 3 A.M.（保羅賽門）
  - Kashmir（齊柏林飛船合唱團）
  - 今夜無人成眠（公主徹夜未眠）（賈科莫·普契尼）

## 書籍一覽

### 輕小說
| 集數                 | 日本           | 日本                   | 臺灣 香港      | 臺灣 香港              | 中国大陆      | 中国大陆               |
| 集數                 | 發售日期       | ISBN                   | 發售日期       | ISBN                   | 發售日期      | ISBN                   |
| -------------------- | -------------- | ---------------------- | -------------- | ---------------------- | ------------- | ---------------------- |
| 1                    | 2007年11月10日 | ISBN 978-4-8402-4071-0 | 2009年7月10日  | ISBN 978-986-237-127-5 | 2011年7月5日  | ISBN 978-7-5356-4496-1 |
| 2                    | 2008年3月10日  | ISBN 978-4-8402-4195-3 | 2009年11月20日 | ISBN 978-986-237-272-2 | 2011年9月20日 | ISBN 978-7-5356-4715-3 |
| 3                    | 2008年8月10日  | ISBN 978-4-04-867182-8 | 2010年2月26日  | ISBN 978-986-237-447-4 | 2011年11月5日 | ISBN 978-7-5356-4800-6 |
| 4                    | 2008年12月10日 | ISBN 978-4-04-867429-4 | 2010年5月26日  | ISBN 978-986-237-649-2 | 2012年4月5日  | ISBN 978-7-5356-5201-0 |
| e.p.                 | 2009年10月10日 | ISBN 978-4-04-868078-3 | 2010年9月18日  | ISBN 978-986-237-826-7 | 2012年6月20日 | ISBN 978-7-5356-5367-3 |
| e.p. = encore pieces |                |                        |                |                        |               |                        |

### 漫畫
月刊《電擊魔王》2011年4月號開始連載，由赤坂明作畫。
| 集數 | 日本          | 日本                   | 臺灣 香港      | 臺灣 香港              |
| 集數 | 發售日期      | ISBN                   | 發售日期       | ISBN                   |
| ---- | ------------- | ---------------------- | -------------- | ---------------------- |
| 1    | 2011年7月27日 | ISBN 978-4-04-870704-6 | 2012年3月20日  | ISBN 978-986-287-612-1 |
| 2    | 2012年2月27日 | ISBN 978-4-04-886295-0 | 2012年10月18日 | ISBN 978-986-287-999-3 |
| 3    | 2012年8月27日 | ISBN 978-4-04-886820-4 | 2013年4月18日  | ISBN 978-986-325-327-3 |

## 排名
- 2010年《這本輕小說真厲害！》作品排名第16名[2]
- 2011年《這本輕小說真厲害！》作品排名第11名[3]

## 外部連結
- （日語）
- （日語） FancyFantasia （页面存档备份，存于）（本作插畫繪者植田亮老師的個人網站。）
- （日語）